# Melaleuca lutea
Melaleuca lutea är en myrtenväxtart som beskrevs av Lyndley Alan Craven. Melaleuca lutea ingår i släktet Melaleuca och familjen myrtenväxter. Inga underarter finns listade i Catalogue of Life.